# Chippis
Chippis (en alemán Zippis) es una comuna suiza del cantón del Valais, localizada en el distrito de Sierre. Limita al oeste, norte y este con la comuna de Sierre, al sureste con Anniviers, y al suroeste con Chalais.

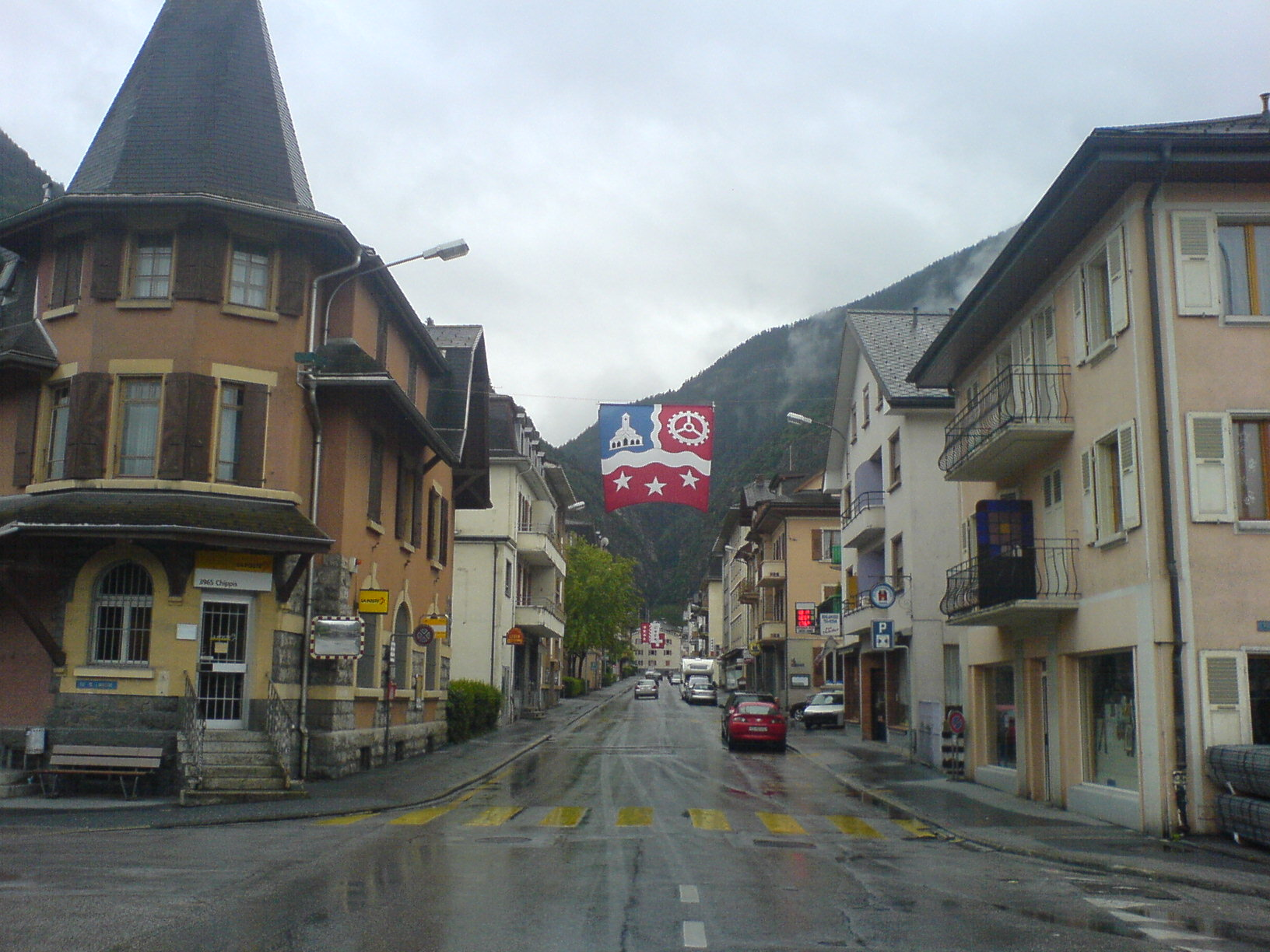
Vista de Chippis.